# Graziella Granata
Graziella Granata (Roma, 13 marzo 1941) è un'attrice italiana, attiva dai primi anni sessanta fino ai primi anni settanta.
È stata interprete per il cinema di film horror, commedie all'italiana, poliziotteschi, film peplum e storici.

## Biografia
La sua carriera si è sviluppata fra il 1959, anno dell'esordio cinematografico in La scimitarra del Saraceno, e il 1972, anno in cui ha concluso la sua carriera. Il suo ultimo film non è stato Don Camillo e i giovani d'oggi di Mario Camerini (come taluni riportano), ma un omonimo film precedente con Fernandel e Gino Cervi, rimasto incompiuto poiché le riprese furono interrotte per la malattia di Fernandel (colpito da un tumore). Accanto allo stesso Fernandel e a Gino Cervi aveva già girato nel 1965 un altro film della popolare serie, Il compagno don Camillo.
Dotata, oltre che di un gradevole aspetto fisico, anche di una bella voce, non venne quasi mai doppiata, anche se non lavorò mai come doppiatrice. Sempre nel 1965 ha interpretato sé stessa nel film documentario diretto da Pier Paolo Pasolini Comizi d'amore. Nel 1967 è stata premiata con la Targa d'oro ai David di Donatello.

## Filmografia

Graziella Granata nel film Il compagno don Camillo

### Cinema
- La scimitarra del Saraceno, regia di Piero Pierotti (1959)
- I piaceri dello scapolo, regia di Giulio Petroni (1960)
- Maciste l'uomo più forte del mondo, regia di Antonio Leonviola (1961)
- La strage dei vampiri, regia di Roberto Mauri (1962)
- Il segno del vendicatore, regia di Roberto Mauri (1962)
- Lo sparviero dei Caraibi, regia di Piero Regnoli (1962)
- Appuntamento in Riviera, regia di Mario Mattoli (1962)
- Smog, regia di Franco Rossi (1962)
- I 4 tassisti, regia di Giorgio Bianchi (1963) - (segmento "Un'opera buona'")
- Liolà, regia di Alessandro Blasetti (1963)
- Aimez-vous les femmes?, regia di Jean Léon (1964)
- Le voci bianche, regia di Pasquale Festa Campanile e Massimo Franciosa (1964)
- Amori pericolosi, regia di Alfredo Giannetti, Carlo Lizzani e Giulio Questi (1964) - (segmento "Il passo")
- Una moglie americana, regia di Gian Luigi Polidoro (1965)
- Il compagno don Camillo, regia di Luigi Comencini (1965)
- Comizi d'amore, regia di Pier Paolo Pasolini (1965)
- Io, io, io... e gli altri, regia di Alessandro Blasetti (1966)
- Ischia operazione amore, regia di Vittorio Sala (1966)
- Delitto quasi perfetto, regia di Mario Camerini (1966)
- Incompreso, regia di Luigi Comencini (1966)
- La ragazza del bersagliere, regia di Alessandro Blasetti (1967)
- Bersaglio mobile, regia di Sergio Corbucci (1967)
- Al di là della legge, regia di Giorgio Stegani (1968)
- Siamo tutti matti? (Die Ente klingelt um halb acht), regia di Rolf Thiele (1968)
- Cinque figli di cane, regia di Alfio Caltabiano (1969)
- Fellini Satyricon, regia di Federico Fellini (1969)
- Satyricon, regia di Gian Luigi Polidoro (1969)
- Il trapianto, regia di Steno (1970)
- Don Camillo e i giovani d'oggi, regia di Christian-Jaque (1970)
- Fratello ladro, regia di Pino Tosini (1972)

### Televisione
- Giallo di sera – miniserie TV, puntata 1x05 (1971)

## Doppiatrici italiane
- Rita Savagnone in Il compagno Don Camillo